# Fraternité mondiale
Fraternité mondiale, en anglais World Brotherhood, est un mouvement civique privé transnational créé en 1950 à Paris « par des hommes et des femmes qui croient à l'interprétation spirituelle de l'univers dont ils s'inspirent pour promouvoir la justice, l'amitié, la compréhension et la collaboration entre gens de toutes races, nations et religions ». Il a été actif essentiellement dans les années 1950.

## Origines
Fraternité mondiale est née de la volonté des animateurs de la National conference of christians and jews (NCCJ, devenue plus tard la National Conference for Community and Justice) de s'implanter en Europe pour y diffuser leurs valeurs et principes et lutter contre l'antisémitisme au lendemain de la Seconde Guerre mondiale, alors que l'Europe traverse à leurs yeux une « crise morale ». Si la suggestion d'une organisation européenne avait été émise dès 1937, ce n'est qu'après le débarquement du 6 juin 1944 que cette idée est reprise, notamment par le physicien et prix Nobel Arthur Compton. Ses promoteurs américains forment un Conseil international de chrétiens et juifs (International council of christians and jews) à partir de 1946/1947, tentent de former des conseils nationaux en Europe et appuient des conférences interreligieuses, notamment contre l'antisémitisme : conférence à Oxford durant l'été 1946, Conférence de Seelisberg (Suisse) en 1947, conférence de Fribourg (Suisse) en 1948. Le pasteur presbytérien Everett R. Clinchy, président de la NCCJ et du Conseil international de chrétiens et juifs, participe à ces conférences, mobilise ses soutiens américains, voyage en Europe, notamment en Allemagne en 1947 à l'invitation du général Lucius D. Clay, et rencontre des membres des élites françaises, italiennes, allemandes, belges, hollandaises, luxembourgeoises, suisses, autrichiennes et scandinaves qui lui apportent leur appui, tels l'Italien Vittorio Valletta, dirigeant de Fiat, ou le banquier français Emmanuel Monick.
Une conférence préparatoire a lieu en mars 1950 au Canada à Toronto avec Clinchy, Allen Dulles, Basil O'Connor, Howard Wilson pour les Américains, et Sidney Smith, président de l'Université de Toronto, Lady Eaton, Samuel Bronfman, John Hayes notamment pour les Canadiens.
Sa fondation s'inscrit aussi dans le contexte de la guerre froide. Les promoteurs américains de cette organisation s'opposent au modèle soviétique, fondé sur un matérialisme athée. Les dirigeants de la NCCJ bénéficient du soutien d'Américains bons connaisseurs de l'Europe et acteurs d'organisations luttant contre le communisme en Europe tels William Joseph Donovan, ancien chef de l'Office of Strategic Services (OSS) et dirigeant de l'American Committee on United Europe (ACUE), Allen Dulles, lui aussi ancien de l'OSS et autre dirigeant de l'ACUE, no 2 de la Central Intelligence Agency (CIA) en 1950 - le président de Fraternité mondiale reste en contact avec lui quand Dulles devient le directeur de la CIA -, Paul G. Hoffman, administrateur du Plan Marshall jusqu'en septembre 1950, membre du board de l'ACUE et président en novembre 1950 de la Fondation Ford, John J. McCloyd, membre de la Haute commission alliée fondée en 1949 pour piloter le redressement de l'Allemagne, qui rejoint ensuite la Fondation Ford. Arthur H. Compton et d'autres appuis américains de World brotherhood (Henry Luce, Spyros Skouras) sont membres du conseil de l'Atlantic Union committee, fondé en 1949 et qui préconise la formation d'une fédération atlantique fondée sur une base démocratique pour promouvoir la paix, à l'instigation de Clarence Streit.

## Fondation à Paris en 1950
Le congrès fondateur a lieu à Paris au siège de l'Organisation des Nations unies pour l'éducation, la science et la culture (UNESCO), du 8 au 11 juin 1950. Il est présidé par Arthur H. Compton. Plus de 150 personnes de 12 nations, d'Europe (France, RFA, Italie, Royaume-Uni, Irlande, Suisse, Belgique, Pays-Bas essentiellement) et d'Amérique du Nord (Etats-Unis et Canada), y assistent. Parmi lesquels les Américains Henry Luce, de Time, Roger Williams Straus, co-chairman juif de la NCCJ depuis 1928 et chairman of the board de l'American smelting and refining Co, Braniff, co-chairman catholique de la NCCJ, Kouras, patron de la 20th Century Fox, John Knight, éditeur du Chicago Daily News. Ainsi que le secrétaire général de l'UNESCO, les Français Paul Reynaud, qui souligna le fossé entre l’Ouest et l’Est, Emmanuel Monick, le recteur de l’Institut catholique de Paris, le Belge Paul-Henri Spaak, qui exhorte les socialistes et les chrétiens à « s’unir pour une civilisation commune », les Allemands de l'Ouest Ferdinand Friedensburg, maire de Berlin et Alfred Mayer, avocat juif de Wiesbaden, le Britannique sir Stanford Cooper, le Néerlandais Albert Plesman (président de KLM Royal Dutch Airlines), le Luxembourgeois Guill Konsbruck (DG adjoint de l'Arbed), le sénateur James G. Douglas d'Irlande, etc.
La conférence bénéficie du soutien du président américain Harry Truman, du général Lucius D. Clay, de Maurice Feltin, archevêque de Paris, du grand rabbin de Paris Isaïe Schwartz, du protestant Marc Boegner, du président de la RFA Theodor Heuss.
Selon Compton, World brotherhood rassemble « ceux qui considèrent que (…) sous le regard de Dieu, c’est l’homme qui compte, et non l’Etat. La civilisation judéo-chrétienne, y compris la liberté démocratique, fait face au plus grand danger de l’ère moderne [du fait] des forces dictatoriales du communisme. Le besoin de défense militaire est évident, comme celui du maintien de notre force économique. Ce qui n’est pas si évident, c’est que le courage et la détermination pour aller de l’avant pour notre défense ne peuvent être maintenus que si les peuples libres du monde reconnaissent qu’ils ont une raison objective de se défendre. Il me semble que World Brotherhood remplit cet objectif ».
La presse américaine évoque un « plan Marshall spirituel » et fait part du financement (65 000 dollars), versé par de riches Américains, dont Nelson Rockefeller, un des soutiens du NCCJ, ou le compositeur juif Irving Berlin. Roger Straus déclare : « We have an idea of the religious concept of life being put behind the activities of statesmen now trying to organise a united Europe and a solid Atlantic community ».

## Un organisme transnational
L'ONG est animée par le révérend Everett R. Clinchy, président administratif et président de la NCCJ, Arthur H. Compton (general chairman), Spyros P. Skouras, président de la 20th Century Fox (extension chairman), Howard E. Wilson (education chairman). Le Belge Paul-Henri Spaak est « europeen chairman » (président d'honneur) et en relation avec des membres américains de l'ONG.
La branche européenne, qui a son siège à Genève, est dirigée par l'Américain Willard Jonhson jusqu'en 1955, directeur, et jusqu'au début des années 1960 par le Suisse Pierre A. Visseur, secrétaire général, qui fut le secrétaire de la conférence de Seelisberg et le secrétaire du Conseil international de chrétiens et juifs . La branche américaine par Thomas E. Braniff, président de la Braniff international airways, co-chairman, puis George B. McKibbin et enfin Margaret Grant, secrétaire générale.
Après son congrès inaugural, des sections sont fondées en Europe, notamment à Paris, Genève, Luxembourg (juillet 1950), Rome (juin 1951, autour de 40 personnalités), Brême, Hambourg, Stuttgart, Wiesbaden. Paul Reynaud parcourt les États-Unis en 1951 pour présenter la nouvelle ONG. Les dirigeants américains du mouvement (Clinchy et Braniff) viennent en Europe en 1952, notamment à Paris - Clinchy estime alors que Fraternité mondiale sert de « rempart contre l'infiltration des idées totalitaires dans nos pays démocratiques », puis encore en 1954, à Bonn notamment. Le mouvement s'élargit à l'Asie, à partir de bureaux à Honolulu et grâce à une subvention de la Ford foundation, puis à l'Afrique du Nord.
Un comité européen est présidé par le Belge Albert de Smaele. En sont membres le Hollandais F. Bender, le Français Alphonse Dain, le Danois Per Federsiel, le Luxembourgeois Ernest-Claude Lévy, le Suisse Victor Loeb, l'Allemand Alfred Mayer, le Suédois Lars Wirstrom et l'Italien Zanetti-Bianco. Il s'est réuni à Paris en octobre 1955, en février 1956 à Milan, en mai à Francfort, en novembre à Amsterdam, en février 1957 à Berne, en mai à Turin.
À la fin des années 1950, ses sièges se situent à Genève, New York et Honolulu.
Sont honorary co-chairmen à la fin des années 1950, Arthur H. Compton, Spaak, le chancelier de la RFA Konrad Adenauer, Carlos Peña Rómulo, des Philippines, ancien président de l'Assemblée des Nations unies, et la diplomate indienne Vijaya Lakshmi Pandit .

## Actions
Cinq axes d'action sont retenus; à chacun d'eux correspond une commission : 
- Commission des organisations éducatives: vise  à assurer une formation à destination des enseignants et des jeunes, avec une réflexion sur les manuels scolaires et l'enseignement. Par exemple en Ttalie: deux réunions en 1952 pour rapprocher des éducateurs de différentes régions italiennes. Mais les stages organisés n'ont concerné que 300 éducateurs italiens en 1954[23]. Ou à Luxembourg: congrès d'éducateurs en 1952. En 1951-52, la branche américaine de l’organisation collecta des milliers de livres scientifiques et de journaux pour l’Université de Berlin-Ouest : c’est la campagne des « livres pour la liberté », stockés dans un bâtiment financé par la Ford foundation. C’est un « geste d’amitié pour le peuple allemand, allié avec nous dans notre combat contre la tyrannie », déclare Arthur H. Compton[24]. Ces travaux se font en relation avec l'UNESCO[25]. Des expositions itinérantes sur les droits de l'homme circulent, des enquêtes sont mises en œuvre en 1957[26]. Un congrès international de 700 jeunes de 22 pays est organisé en août 1958 à Copenhague, pour qu'ils réfléchissent à l'homme à l'âge de l'atome[27].
- Commission des organisations religieuses : vise  à établir des liens de coopération entre pasteurs, prêtres et rabbins, en évitant les débats doctrinaux et le prosélytisme, du fait des craintes des Églises. Ainsi à Strasbourg en novembre 1952, une rencontre « des confessions religieuses » est organisée par le bureau de Genève pour discuter de problèmes divers (chômage, réfugiés en Europe, droits de l'homme)[28],[29].
- Commission des organisations civiles et culturelles : vise  à développer la collaboration des associations culturelles, philanthropiques, féminines, de jeunesse.
- Commission du travail et de l'industrie : vise  à mettre en rapport les travailleurs pour qu'ils discutent de leurs problèmes, évitant ainsi les conflits.
- Commission pour la presse, la radio et le cinéma : vise à rapprocher les individus grâce à ces médias.

Les sections font cependant face à des questions plus spécifiques. Les sections allemandes s'intéressent en priorité au problème de l'antisémitisme ainsi qu'à la question de l'intégration des « enfants nègres » (des enfants métis issus de l'union de soldats américains noirs et d'Allemandes),. La section française se préoccupe des « problèmes nord-africains » et des relations franco-allemandes.
Elles collaborent aux « semaines de la fraternité », qui imitent la brotherhood week de la NCCJ, organisée aux États-Unis depuis 1940 (en Allemagne, depuis 1951, Luxembourg, Suisse).
Fraternité mondiale tient un congrès mondial du 11 au 15 juillet 1955 à Bruxelles, un congrès à Paris en 1957, au cours duquel Paul-Henri Spaak lance un appel à la collaboration des « peuples libres » et souhaite qu'un pont soit lancé entre le monde libre et le monde communiste, un autre du 14 au 20 août 1958 à Berne, auquel participent Paul Reynaud, Pierre-Henri Teitgen, Adlai Stevenson, Paul G. Hoffman et au cours duquel les intervenants préconisent un accroissement du rôle de la Cour internationale de justice, l'arrêt des expériences nucléaires, la levée des restrictions aux échanges de personnes, la fin du droit de veto à l'ONU.
Fraternité mondiale semble disparaître dans les années 1960. Elle semble subsister en Allemagne, sous le nom de Fraternitas : son bulletin d'avril 1970 célèbre ses 20 ans. Sa branche américaine devient en 1960 le Council on world tensions, présidé par Clinchy et qui fonctionne jusqu'en 1965.

## Financement
Financée à l'origine par ses amis américains de la NCCJ, Fraternité mondiale se dote d'un comité international de financement, présidé par le banquier français Emmanuel Monick et constitué de banquiers. Les sections cherchent à gagner l'appui matériel de leurs soutiens ou de proches. Des entreprises et des particuliers versent de 250 000 francs à quelques milliers de francs en 1952 par exemple. À partir de la réunion de Bruxelles en 1955, la branche européenne décide d'acquérir son autonomie financière, en fondant un comité européen de financement unifié afin de faire face à ses prévisions de dépenses pour l'année 1957/58, soit 1 252 000 francs suisses. Pour l'année 1955/56, le budget ne s'élève qu'à 209 000 francs suisses environ, financé par des transferts de fonds américains (138 000 francs suisses environ) et des contributions d'Européens (88 000 francs suisses environ). La branche européenne de l'ONG affirme avoir dépensé 79 000 francs suisses pour les activités éducatives (stages, conférences d'experts, expositions), 30 000 francs suisses pour ses relations extérieures, 15 000 francs suisses pour ses campagnes de financement, 25 000 francs suisses pour ses "services internationaux", 26 000 pour le personnel du secrétariat et 30 000 pour ses frais généraux.

## «Sponsors» («promoteurs»)
- Français : Emmanuel Monick, François Lehideux (pourtant ancien ministre de Vichy et futur président de l'Association pour défendre la mémoire du maréchal Pétain ; son nom disparaît de la liste des « sponsors » vers 1954/55[39]), Gaston Tessier, Léon Jouhaux, Paul Reynaud, Gaston Monnerville, Alphonse Dain
- Français d'Algérie : Jacques Chevallier, Marcel Belaïche, notable juif, élu président du conseil général d'Alger en 1953[40], Abderrahmane Farès.
- Américains : James N. Rosenberg[41], John J. McCloyd, Herbert H. Lehman (ancien gouverneur de New-York, sénateur démocrate, de la famille fondatrice de Lehman Brothers[42]), William Joseph Donovan, Henry Luce, Robert A. Solborg, Eleanor Roosevelt, Benson Ford Sr., vice-président de Ford et co-chairman de la NCCJ depuis juin 1951[43], Basil O'Connor (avocat, ancien président de la Croix-Rouge américaine), Spyros P. Skouras (Fox), Thomas J. Watson (président d'IBM), Charles E. Wilson (General Electric, qui a été co-chairman protestant de la NCCJ de 1947 à 1951), George B. McKibbin (avocat à Chicago), le syndicaliste George Meany, le professeur Henry Noble McCracken, qui a été coprésident d'honneur de l'International council of christians and jews, le banquier Thomas H. McKittrick, vice-président de la Chase national bank, ancien président de la Banque des règlements internationaux[44], Warren Lee Pierson, chairman of the board de la Trans World Airlines[45], William Green, Norman Thomas, John L. Sullivan (1959), Leo Model (1959)
- Belges: Pierre Bonvoisin, président de la Banque de la Société générale de Belgique (devenue plus tard la Générale de Banque), Albert de Smaele, ancien ministre des affaires économiques (1945-46), Paul Finet (jusqu'en 1954/55)
- Allemands: Hermann Josef Abs, catholique, de la Süddeutsche Bank puis de la Deutsche Bank, président de la section allemande de la Ligue européenne de coopération économique, Ferdinand Friedensburg, Heinz Nordhoff (dirigeant de Volkswagen), Heinrich Krumm, Alfred Mayer, avocat juif de Wiesbaden
- Italiens : le sénateur démocrate-chrétien Giovanni Ciraollo, président de la Croix-Rouge italienne (premier président de la section italienne, décédé en 1954), le sénateur Umberto Zanetti-Bianco(deuxième président), Ludovico Montini (député démocrate-chrétien), Adriano Olivetti (président d'Olivetti)[46], le syndicaliste démocrate-chrétien Giulio Pastore[47], Luigi Morandi (président de la société Montecatini), Alfredo Pizzoni, président du Credito italiano, trésorier de la section italienne, Vittorino Veronese, Enrico Falck, sénateur, vice-président de la section italienne (décédé en 1953), Mgr Maurizio Raffa (décédé en 1957)
- Néerlandais : baron Collot d'Escury, banquier, Albert Plesman (KLM, décédé en 1953[48]), P-J S. Serrarens, ancien président des syndicats catholiques, juge à la Cour de Luxembourg[49], F-J Th. Rutten, ancien ministre[50]
- Britanniques : Sir Stanford Cooper (de Ford-UK, vice-chairman de Ford, administrateur de Ford-France), sir Robert Mayer, banquier et philanthrope, Barbara Ward Jackson(1959)
- Canadiens : Samuel Bronfman, Lady Flora Eaton (héritière des magasins Eaton), John D. Hayes
- Suédois : Gilel Storch (homme d'affaires juif qui tenta de sauver des juifs durant la guerre[51]), Per Nortin, de la Scandinavian Airlines System, Lars Wirström (1959), Marc Wallenberg Jr., industriel et banquier, de la riche famille Wallenberg (1959)
- Luxembourgeois : Nicolas Braushausen, Guill Konsbruck de l'Arbed
- Suisses : Victor Loeb, juif, des Grands magasins homonymes, Rennel G. Moretti, Walter McKlee, P. Rossy (1959), Eberhardt Reinhardt (1959), Robert Hentsch (1959), Roger Aubouin (1959)
- Danois : Eljnar Glashof, banquier
- Autrichiens : Eugen Margaretha, président de la banque nationale[52], Frantz Landertshammer (1959)
- Irlandais : James G. Douglas, sénateur (décédé en 1954), Patrick J. Little, ancien ministre
- Norvégiens : Trygve Lie (en 1959), diplomate, qui a été le premier secrétaire général des Nations unies
- Indiens : Ghanshyam Das Birla, fondateur du conglomérat Aditya Birla Group[53] et philanthrope, S.K. Dey, Rajkumari Amrit Kaur, Vijaya Lakshmi Pandit, le physicien V.V. Narlikar[54], P. Kolanda Rao, le mathématicien et physicien R. Siddiqui[55], Gurbax Singh (1959)
- Pakistanais : Sir Zafrullah Khan, musulman, ancien ministre des affaires étrangères[56]
- Philippins : Vidal A. Tan, président de l'Université des Philippines, Francisca Tirona-Benitez, présidente d'université, Ramon del Rosario (1959)
- Hong-Kong : dr. Arthur W. Woo
- Cubain : Cosme de la Torriente y Peraza
- Thaïlandais : Walter A. Zimmermann, prince Wan Waithayakon (1959)
- Japonais : Kotaro Tanaka (1959)

## Section parisienne
La section a été constituée sous les auspices d'un comité de patronage comprenant notamment Jean Sarrailh, recteur de l'Université de Paris, Paul Reynaud, André Philip, ancien ministre, Léon Jouhaux, président du conseil économique, Gaston Tessier, de la CFTC, Monick, André Siegfried et Georges Duhamel, de l'Académie française.
- président d'honneur : Paul Reynaud
- président : Alphonse Dain, ancien résistant, professeur de lettres grecques à l'Institut catholique[58],[59], président de la section française de Fraternité mondiale et vice-président de sa branche européenne
- vice-présidents : E. Monick, Gaston Tessier, ancien résistant, et Paul Verneyras, ancien résistant aussi, ami de Tessier, autre figure historique de la CFTC et ancien député MRP
- trésorier : Maxence Faivre d'Arcier, inspecteur des finances, ancien secrétaire général au ministère des communications durant l'Occupation, mais résistant du réseau Orion[60].
- Une trentaine de personnalités sont membres de la section en 1954 : des intellectuels, juifs (Raymond Aron), catholiques (André Fangeat, Henri Bédarida, professeur à la Sorbonne), ou protestants (Edmond Vermeil), des hommes politiques (Gaston Monnerville, Pierre de Bénouville, Pierre-Olivier Lapie, Jacqueline Thome-Patenôtre, Robert Bétolaud), des journalistes (Jean Rous, de Franc-Tireur), des banquiers (Jean-Frédéric Bloch-Lainé de Lazard Frères, trésorier honoraire de la section, Ludovic Tron de la BNCI, Édouard Escarra du Crédit lyonnais), des industriels (Georges Villiers, président du CNPF, François Albert-Buisson de Rhône-Poulenc, Jacques Fougerolle, président de la Chambre de commerce de Paris, François Lehideux, Guy Lapeyre, DG des NMPP), un ecclésiastique (le R.P. Pierre Faure), des Américains vivant à Paris (le colonel Solborg, Johnsson Garrett, etc.), l'ancienne directrice de l'École normale supérieure de Sèvres (1941-44), Edmée Hatinguais, chargée de la direction du Centre international d'études pédagogiques de Sèvres[61], etc.[62].

En 1956/57, la section française est présidée par Dain, secondé par 4 vice-présidents (Monick, Tessier, Verneyras et Tron) et par un trésorier, J-M Pelletier. Sont membres du conseil : Albert-Buisson, Robert André (ancien P-DG d'Esso-France, président de l'Union des chambres syndicales de l'industrie du pétrole), Jean Appert (président du sous-comptoir des entrepreneurs), José Ariès (président de l'Union des mines), René Cassin (vice-président du Conseil d'État), Pierre Claudel, G. Duhamel, Escarra, Fougerolle, J. Garrett, le baron Rodolphe Hottinguer (président de l'association française de banques), Lehideux, le baron Pierre Hély d'Oissel (président de Saint-Gobain), Pierre Laguionie (des magasins du Printemps), Monnerville, Lapeyre, Henri Pigozzi (Dg de Simca), E. Poilay (Dg de la Banque de l'Afrique occidentale), Sarrailh, Siegfried, Solborg, Thome-patenotre, Villiers, Edmond Weil, Henri Ziegler (DG d'Air-France).
Robert A. Solborg (de l'Armco international Corp. puis SORET CO, président de la Chambre de commerce américaine en France de 1951 à 1956), Albert-Buisson, Robert André et Pigozzi sont membres du comité supérieur du Centre des hautes études américaines. Plusieurs membres français de Fraternité mondiale font partie du groupe français de la Ligue européenne de coopération économique (Monick, Jouhaux, Tessier, Fougerolle, Villiers, Aron, Lehideux), un autre réseau transnational œuvrant à l'intégration européenne. Tandis que Lehideux et l'Italien Valletta dirigent le Comité européen pour le progrès économique et social (CEPES), formé à Paris en 1952 sous les auspices de la Ford foundation de Paul G. Hoffman et en liaison avec le Committee for economic development (CED) dont sont membres Hoffman et la plupart des patrons américains cités auparavant.

## Section belge
Fondée par Pierre Bonvoisin (membre de la Ligue européenne de coopération économique), présidée par Jean Williems puis Albert de Smaele à partir de 1954, son conseil d'administration comprend en 1954 des hommes et femmes politiques (Georges Bohy, député, Georgette Ciselet, sénatrice, Étienne de la Vallée-Poussin, sénateur social-chrétien, animateur du Mouvement européen, A.E. Schrijver, ministre d'État, Victor Larock, ministre socialiste du commerce extérieur, Albert Lilar, ministre libéral de la justice, Jean Rey, ministre des affaires économiques, Pierre Vermeylen, ministre socialiste de l'intérieur, Pierre Wigny, ancien ministre), des patrons et cadres (P. Bonvoisin, Franz Huybrechts, trésorier, sous-directeur de la Banque de la Société générale de Belgique, Jacques Overloop, secrétaire général, directeur de la promotion IBM of Belgium) et Jean Williems, directeur de la Fondation universitaire.

## Section allemande
Une section nationale allemande est formée en 1954. Constituée formellement le 14 août 1954, elle est présidée par Ferdinand Friedensburg. Membres fondateurs: Alfred Mayer, vice-président, le professeur Carlo Schmid, vice-président social-démocrate du Bundestag, le professeur Curt Staff, président de la Cour suprême de Hesse, Georg Heckert, Heinrich W. Haupt, directeur du Landesschulbeirat de Hesse, Herman J. Abs, directeur de la Süddeutsche bank, Heinz Nordhof (Volswagen), Heinrich Krumm, des Godlpfeil Lederwerke à Offenbach, Alexander Schaffner (Hoechst) et Robert H. Schmidt (Ford-Allemagne). Dans ce pays, Fraternité mondiale est connue sous le nom de Fraternitas.

## Section luxembourgeoise
Présidée par Mme Hubert Clément, elle comprend l'abbé J-P Fischbach, vice-président, Jean d'Huart, trésorier, Claude Ernest Lévy, secrétaire général, Guill Konsbruck, Edmond Marx, le professeur Paul Ulveling, J-P Stein, le révérend Nicolas Housse, le rabbin Charles Lehrmann, les députés Jean Fohrmann, Pierre Grégoire, Fernand Loesch et Paul Wilwertz, le docteur Arthur Caltreux, juge à la Cour suprême, l'abbé Edouard Kinnen, le docteur E. Lemur.

## Sections asiatiques
Il existe en 1956 des sections à Singapour (président : dr W.S. Thevasata), Bangkok, Rangoon (président : le recteur de l'Université), Dacca (président : dr W. H.A. Shedani, doyen de l'Université de Dacca), Calcutta (président : S.E. Shri P.C. Senn, ministre de l'alimentation et le rabbin Elekiel Musleah, vice-président), Madras (président : Sri S.R. Venkatamaran).

## Interprétation complotiste
Des ouvrages et des sites internet, essentiellement anglo-saxons, présentent World brotherhood comme l'un des maillons d'un « gouvernement invisible » mondial.

## Sources
- James E. Pitt, Adventures in Brotherhood, New York, Farrar Straus and Company, 1955, (texte intégral en ligne)
- Bulletin BGO/ONG, octobre 1952, G. Ciraolo, « Fraternité mondiale », p. 360-364
- Bulletin d'information Fraternité mondiale, octobre 1954